# Gare de Reims
La gare de Reims est une gare ferroviaire française de la ligne de Soissons à Givet, située à proximité du centre-ville de Reims, dans le département de la Marne, en région Grand Est.
Ouvert en 1854 par la Compagnie des chemins de fer de l'Est, l'embarcadère est alors le terminus de la ligne d'Épernay à Reims, elle-même étant un embranchement de la ligne de Paris-Est à Strasbourg-Ville dont le tracé retenu ne dessert pas la ville de Reims. La gare actuelle est mise en service en 1858 par la Compagnie des chemins de fer de l'Est et la Compagnie des chemins de fer des Ardennes.
Le 10 juin 2007, l'arrivée du TGV Est européen place Reims à 45 minutes de Paris-Est au lieu de 1 h 35 min auparavant.
La halle des voyageurs est labellisée « Patrimoine du XXe siècle » depuis le 16 septembre 2011.
C'est une gare de la Société nationale des chemins de fer français (SNCF), desservie par des trains des réseaux TGV inOui et TER Grand Est.

## Situation ferroviaire
Étoile ferroviaire, la gare de Reims est située au point kilométrique (PK) 54,814 de la ligne de Soissons à Givet, entre les gares ouvertes de Muizon et de Bazancourt, au PK 171,858 de la ligne d'Épernay à Reims, juste après la gare ouverte de Franchet-d'Esperey, et au PK 226,270 de la ligne de Châlons-en-Champagne à Reims-Cérès, après la gare fermée de Sillery. Elle est également l'origine de la ligne de Reims à Laon, précédant alors la gare de Courcy - Brimont. Son altitude est de 84 m.

## Histoire

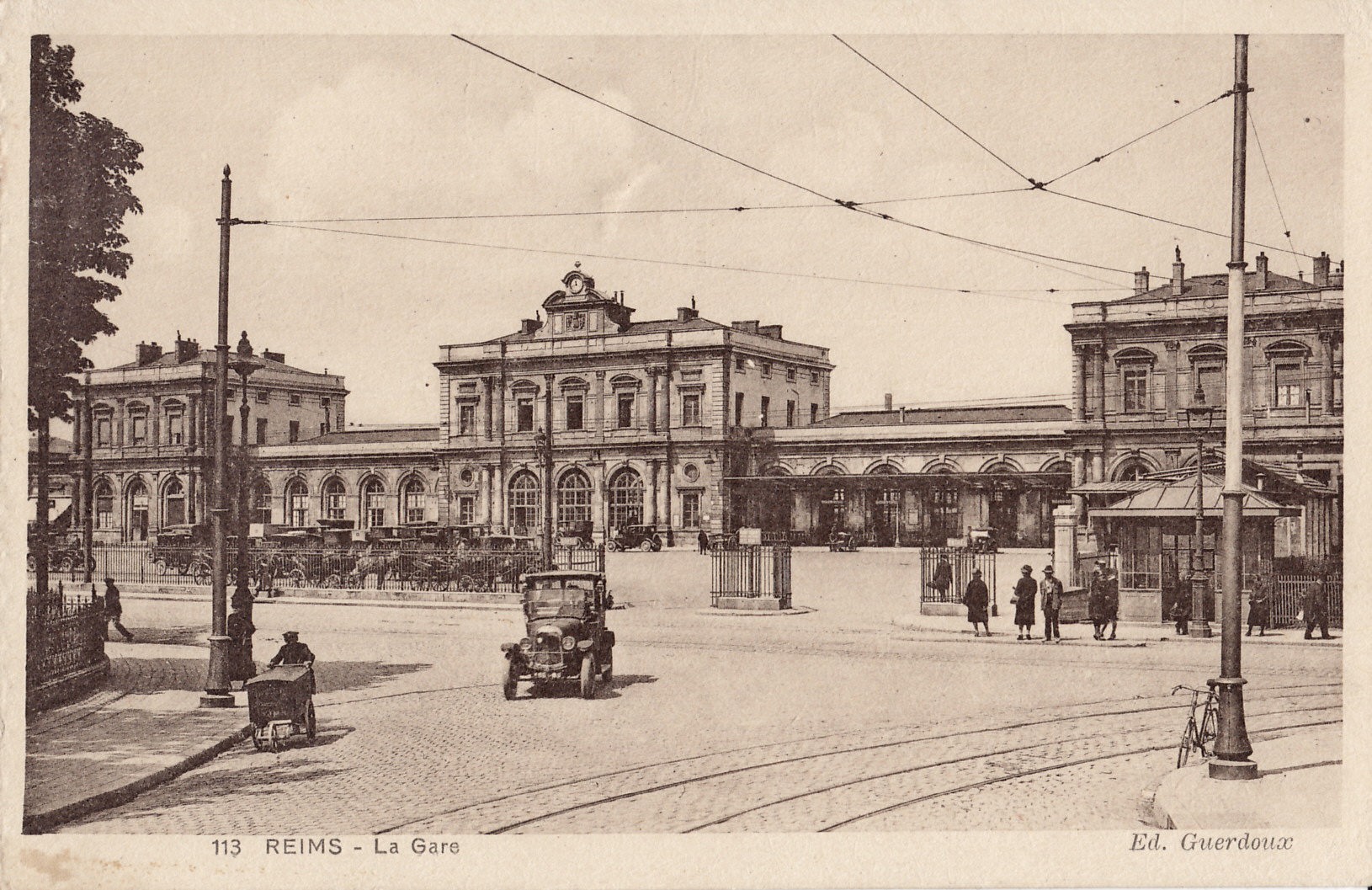
La gare de Reims dans les années 1920. Au premier plan passent les voies de l'ancien tramway de Reims, qui a fonctionné de 1881 à 1939.

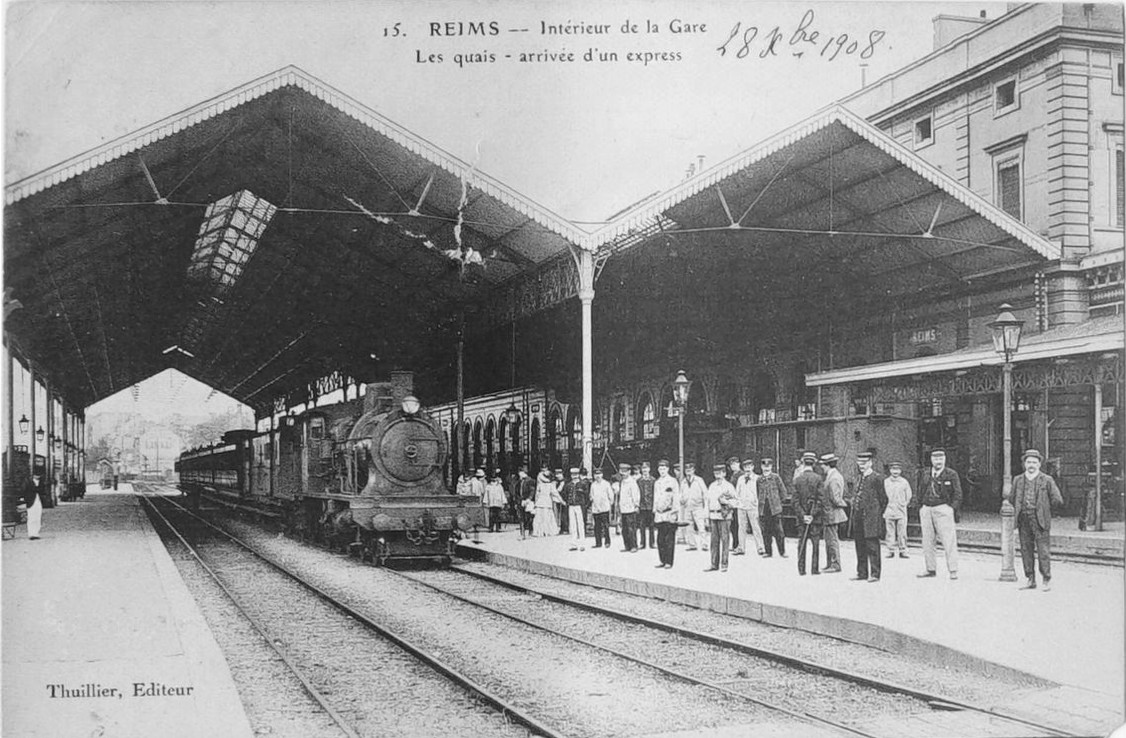
Ancienne marquise des quais.

La gare de Reims est mise en service le 10 juin 1858, lors de l'ouverture de la section Reims – Rethel de la ligne de Soissons à Givet par la Compagnie des chemins de fer des Ardennes. La section Soissons – Reims sera ouverte le 16 avril 1862 par la même compagnie, permettant ainsi une relation avec Paris via Creil et Soissons. Le bâtiment voyageurs est l’œuvre de Félix Langlais qui réalise un imposant bâtiment de style néoclassique de cinq volumes dont deux ailes basses, chacune ayant un sous-sol.
Elle est endommagée lors de la Première Guerre mondiale. À la fin du conflit, le bâtiment est criblé d'impacts. Ces impacts ont été laissé lors des différents travaux dans un devoir de mémoire. La couverture des quais d'origine est remplacée par une halle en béton dessinée par l'ingénieur Ridet et bâtie par l'entreprise Limousin entre 1932 et 1934.
Pour accueillir le TGV Est Européen, la gare de Reims a bénéficié de plusieurs aménagements : la réfection de la verrière, repeinte en blanc et nettoyée de la pollution (elle affiche une luminosité accrue grâce à une nouvelle charpente métallique qui remplace la charpente en béton armé) ; le rehaussement des quais (celui des voies F et G doit être rehaussé d'ici peu[Quand ?]), l'ajout d'ascenseurs et la suppression des quais à une sortie ; le quai A est donc avancé, et l'ancien quai A devient le quai C, le B étant accolé au A ; les TGV s'arrêtent aux quais A, B, C, D et E, les quais A, B, C, D, E, F et G servant majoritairement aux TER ; la création du quai V à une sortie, un peu excentré de la gare (on y accède par le quai de la voie A), qui sert à accueillir les TER faisant la navette entre la gare de Reims et celle de Champagne Ardenne TGV en 10 minutes de trajet ; enfin la rénovation de l'entrée de la gare, avec plus de propreté.[réf. nécessaire]
Elle était également desservie par des Intercités à destination de Charleville-Mézières, jusqu'en juin 2007. La relation Reims – Nice en Lunéa est quant à elle arrêtée depuis le 14 décembre 2008.
La place de la gare est nommée esplanade François Mitterrand depuis le 7 novembre 2013. La plaque fut rapidement changée en raison d'une faute d'orthographe : il y était inscrit « François Mitterand » [sic].
Depuis le 1er janvier 2017, la gestion du train Intercités Reims – Dijon (devenant alors un TER) est reprise par la région Grand Est, dans le cadre d'une convention avec l'État, et la région Bourgogne-Franche-Comté. Ainsi, la gare de Reims n'est plus desservie par le service Intercités.
Des aménagements à proximité de la gare vont voir le jour vers 2022, ce qui finalisera les travaux de requalification du quartier : création d'un pôle multimodal et de la cité administrative du Grand Reims.

### Fréquentation
Selon les estimations de la SNCF, la fréquentation annuelle de la gare figure dans le tableau ci-dessous.
| Année                      | 2015      | 2016      | 2017      | 2018      | 2019      | 2020      | 2021      | 2022      | 2023      | 2024      |
| -------------------------- | --------- | --------- | --------- | --------- | --------- | --------- | --------- | --------- | --------- | --------- |
| Voyageurs                  | 3 884 021 | 3 751 481 | 3 966 061 | 3 643 133 | 3 820 119 | 2 551 210 | 3 131 748 | 4 309 354 | 4 970 676 | 5 003 397 |
| Voyageurs et non voyageurs | 4 131 938 | 3 990 938 | 4 219 214 | 3 875 673 | 4 063 956 | 2 714 054 | 3 331 646 | 4 584 419 | 5 287 953 | 5 322 762 |

## Service des voyageurs

### Accueil

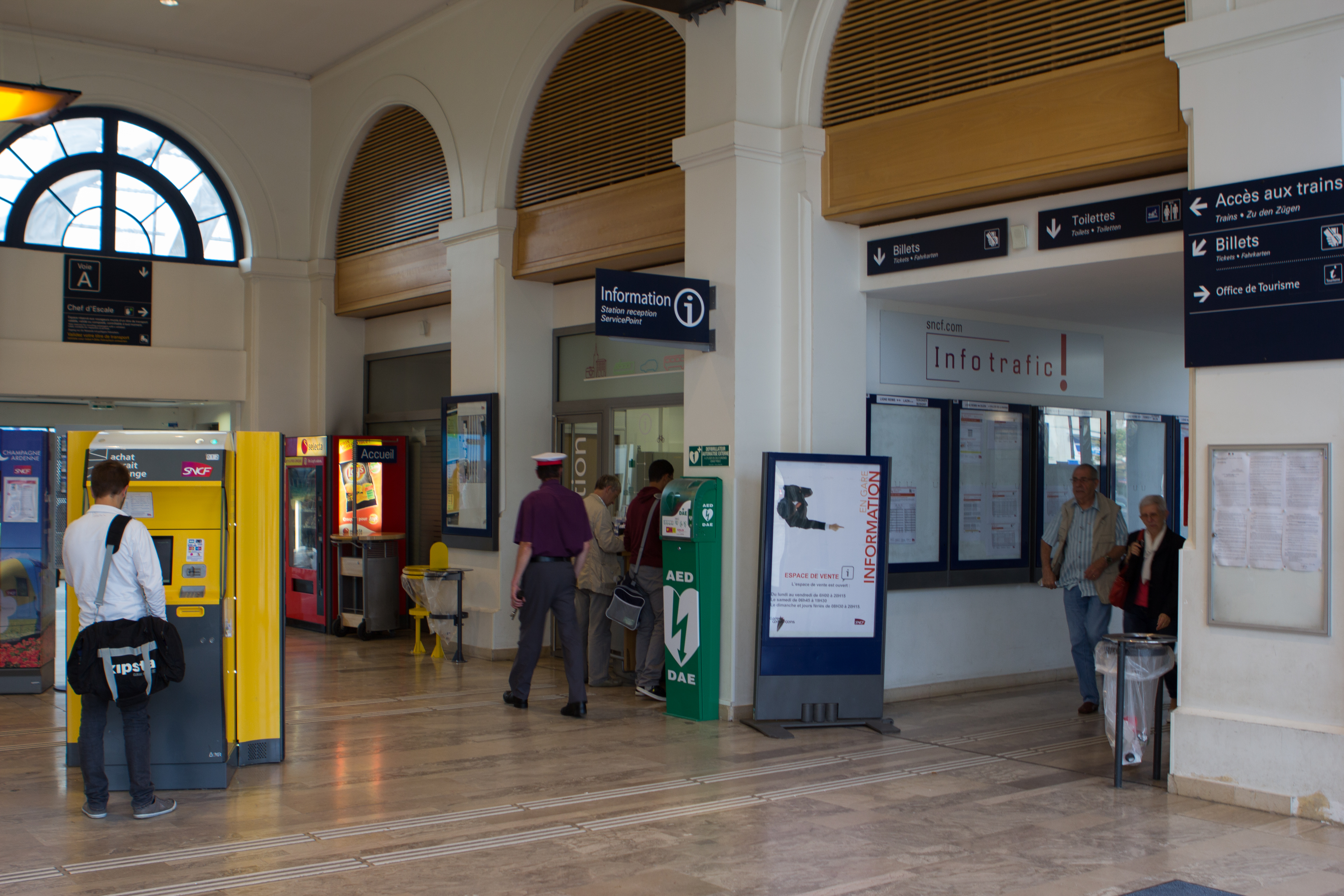
Vue de l'intérieur du bâtiment voyageurs.

L'accès à la gare est possible depuis trois halls :
- le hall Paris est situé au centre du bâtiment voyageurs et donne sur l'esplanade François-Mitterrand. Dans ce hall, deux commerces sont implantés : une sandwicherie Brioche dorée et une boutique Relay. Un buffet « Grand-Comptoir » occupe une partie de l'aile et du pavillon occidental ;
- le hall Charleville se situe dans le pavillon oriental du bâtiment voyageurs. Il est équipé de toilettes payantes et d'un point relais. L'aile reliant ces deux halls abrite la billetterie ;
- le troisième hall, dénommé Clairmarais, se situe rue André Pingat ; il permet l'accès depuis et vers le quartier Clairmarais. Il est équipé d'un piano.

Les quais sont accessibles par deux souterrains ; seul celui situé côté ouest est équipé d'ascenseurs et se prolonge pour rejoindre le hall Clairmarais. Plusieurs espaces d'attente sont disponibles à l'intérieur du bâtiment voyageurs. Certains sièges sont équipés de prises pour recharger des équipements électriques. Des automates, implantés dans les différents espaces, permettent pour certains l'achat de billets de grandes lignes, les autres délivrant uniquement des billets régionaux (TER).

### Desserte

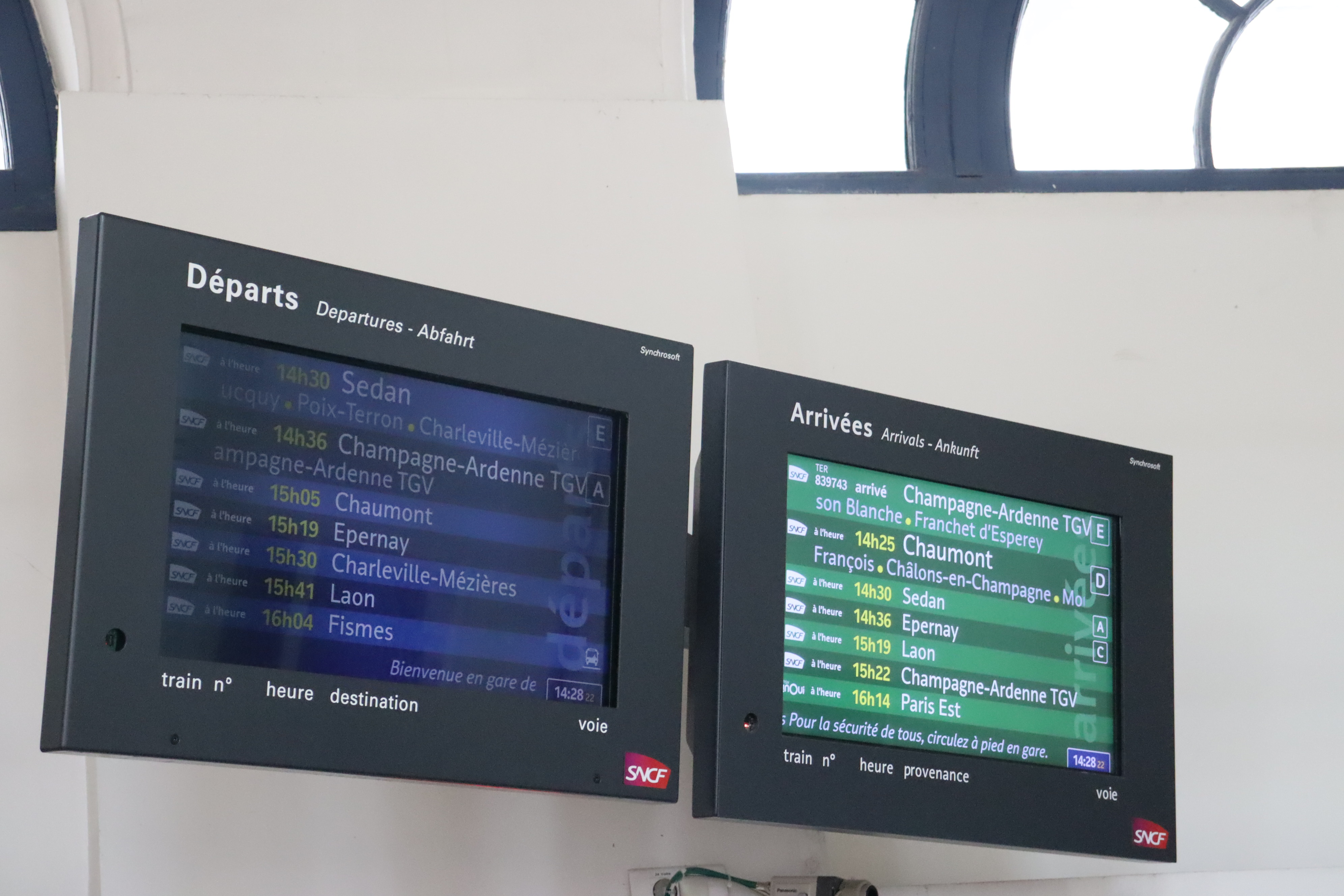
Écrans du système CATI, affichant les départs et les arrivées.

#### TGV inOui
Depuis le 10 juin 2007, date de lancement du TGV Est Européen, Reims bénéficie de TGV directs la reliant à Paris en 45 min.
En 2024, huit TGV inOui circulent depuis Reims vers Paris-Est, contre sept en sens contraire. Parmi ces trains, deux ont pour origine ou destination Sedan, dans le département des Ardennes, en desservant Rethel et Charleville-Mézières.
D'autres TGV inOui permettent de rejoindre Paris depuis la gare de Champagne-Ardenne TGV. Ils sont au nombre de six à destination de Paris-Est et cinq en sens contraire, portant à 26 le nombre total de TGV quotidiens circulant entre Paris et l'agglomération rémoise.

#### TER Grand Est
La gare est desservie par les trains assurant des relations suivantes :
- Reims – Châlons-en-Champagne (Saint-Dizier – Chaumont – Culmont-Chalindrey et Dijon-Ville, en interrégional), ligne C06 ;
- Reims – Épernay (Châlons-en-Champagne – Vitry-le-François – Bar-le-Duc – Toul – Nancy-Ville – Lunéville), lignes C09 et L29 ;
- Reims – Fismes, ligne C11 ;
- Reims – Laon, ligne C10 ;
- Champagne-Ardenne TGV – Reims – Charleville-Mézières – Sedan, ligne C01.

### Intermodalité

#### Transports collectifs

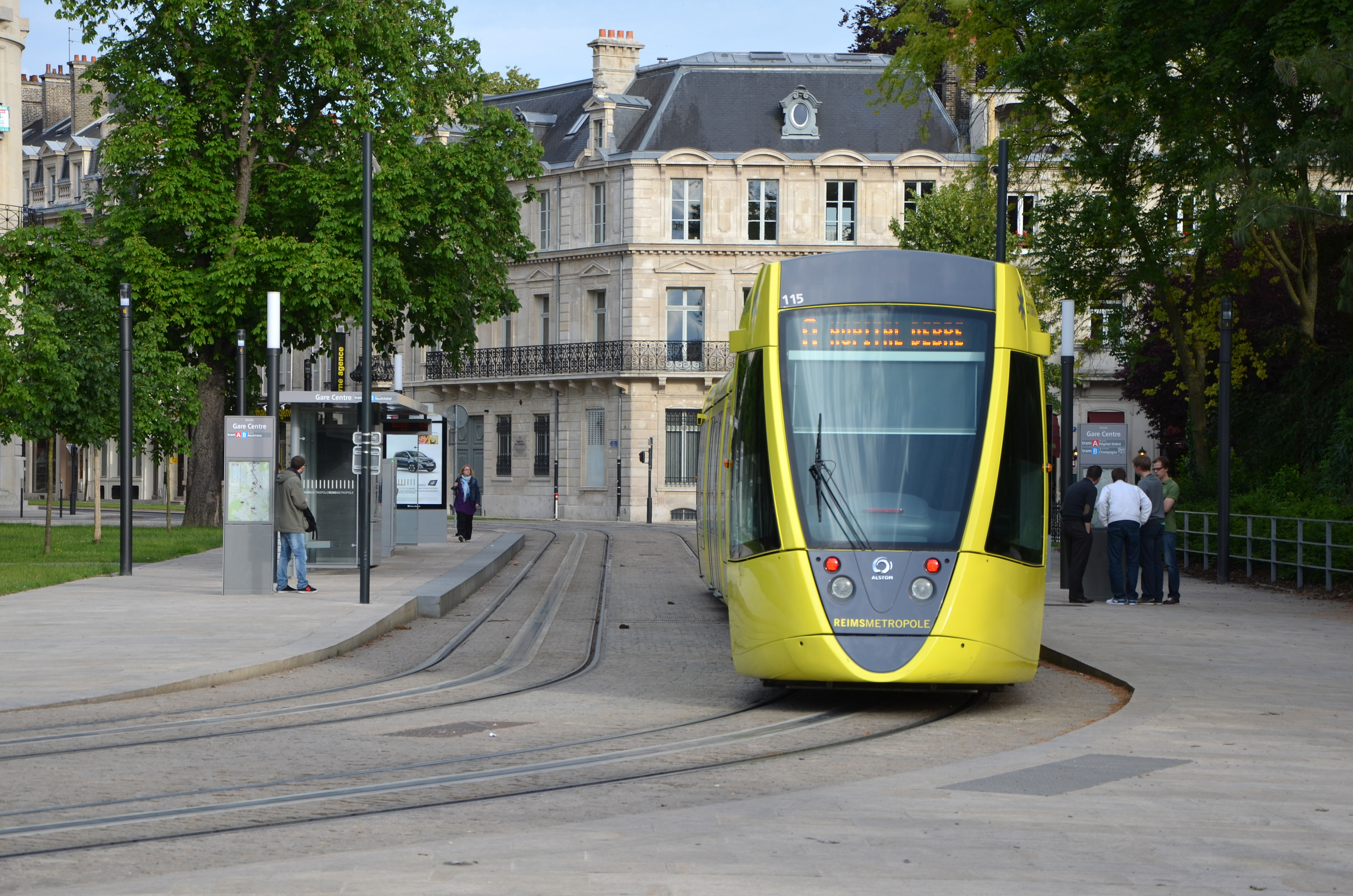
Une rame du tramway desservant la station Gare Centre.

La gare est desservie par le réseau Grand Reims mobilités à la station Gare Centre, par les lignes A et B du tramway, et par les lignes de bus 2, 3, 4, 6, 7, 8, 9, 11 et Citybus en journée, la ligne 30 en soirée et par le transport à la demande de nuit. Les lignes de bus 2, 6, 7 et 11 effectuent leur terminus ici.

#### Transports individuels
Deux parkings, exploités par EFFIA, permettent le stationnement ou le dépose-minute en proposant la première demi-heure gratuite,. L'un est situé du côté du quartier Clairmarais, accessible depuis les rues André-Pingat et Édouard-Mignot ; c'est un parking couvert en silo. L'autre est situé le long de la voie A, à l'Est du bâtiment voyageurs, accessible depuis le boulevard Joffre.
Une station de taxis est située sur l'esplanade François-Mitterrand. Plusieurs sociétés de location de voitures sont implantées autour de la gare.
Des arceaux à vélos permettent le stationnement de deux-roues, à différents endroits à proximité de la gare ; un parc à vélos couvert est situé le long de la voie A, dans le parking. La gare dispose de stations de vélos en libre-service Zébullo, dénommées « Gare Centre 1 » et « Gare Centre 2 », situées sur l'esplanade François-Mitterrand.

## Service des marchandises
Cette gare est ouverte au service du fret.

## Galerie de photographies

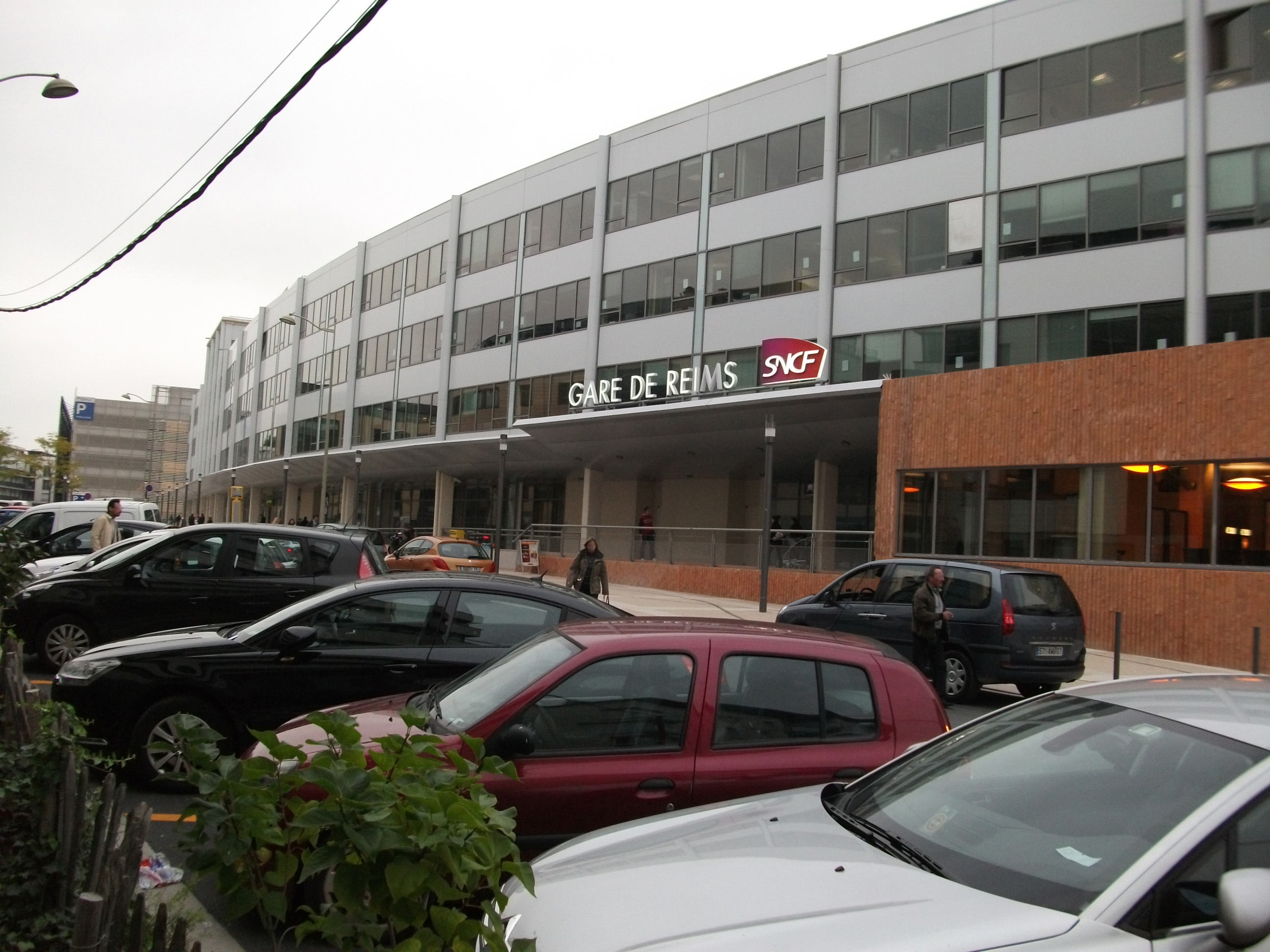
L'accès rue André-Pingat, du côté du quartier Clairmarais.
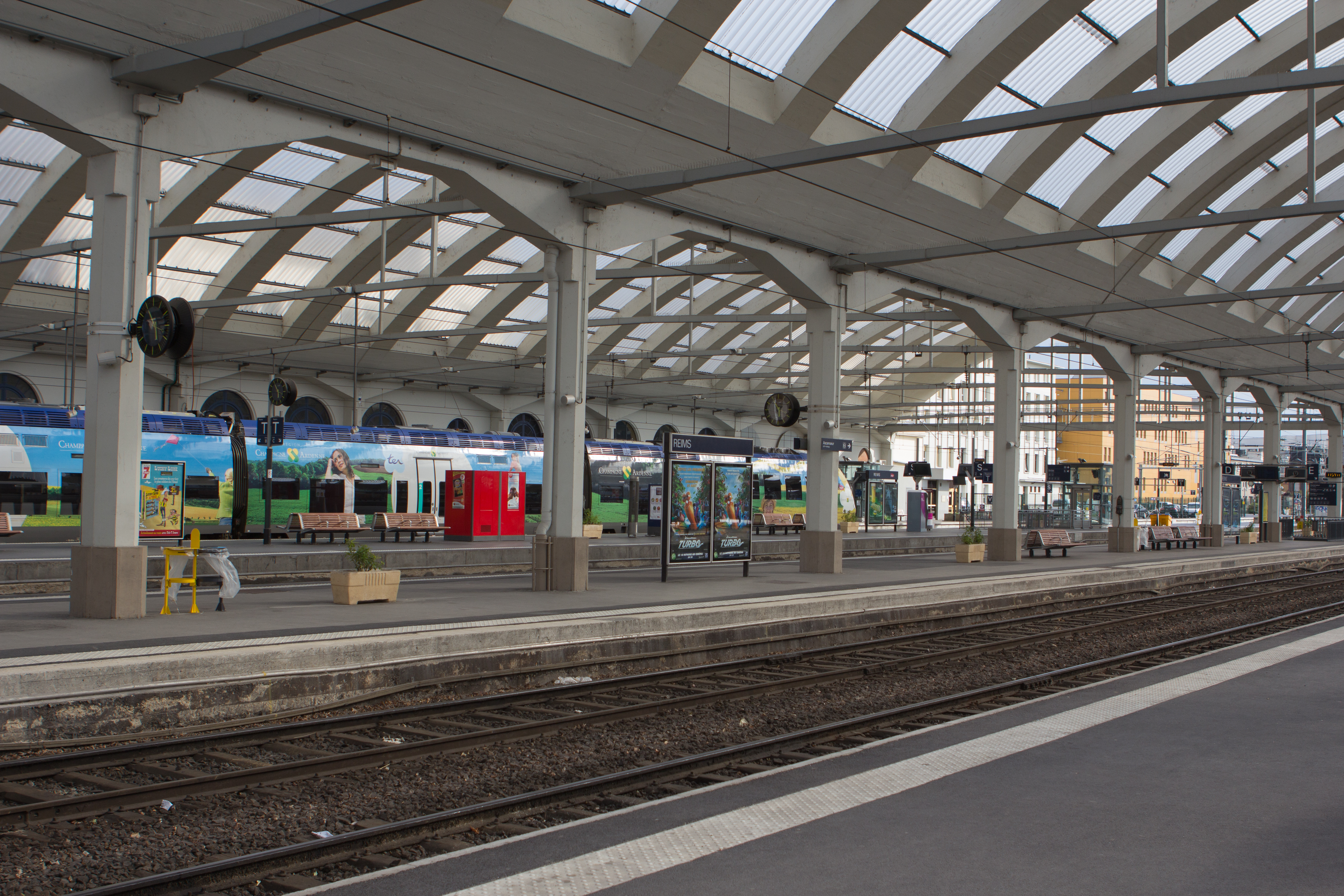
Vue des quais, des voies et de la verrière de la gare.
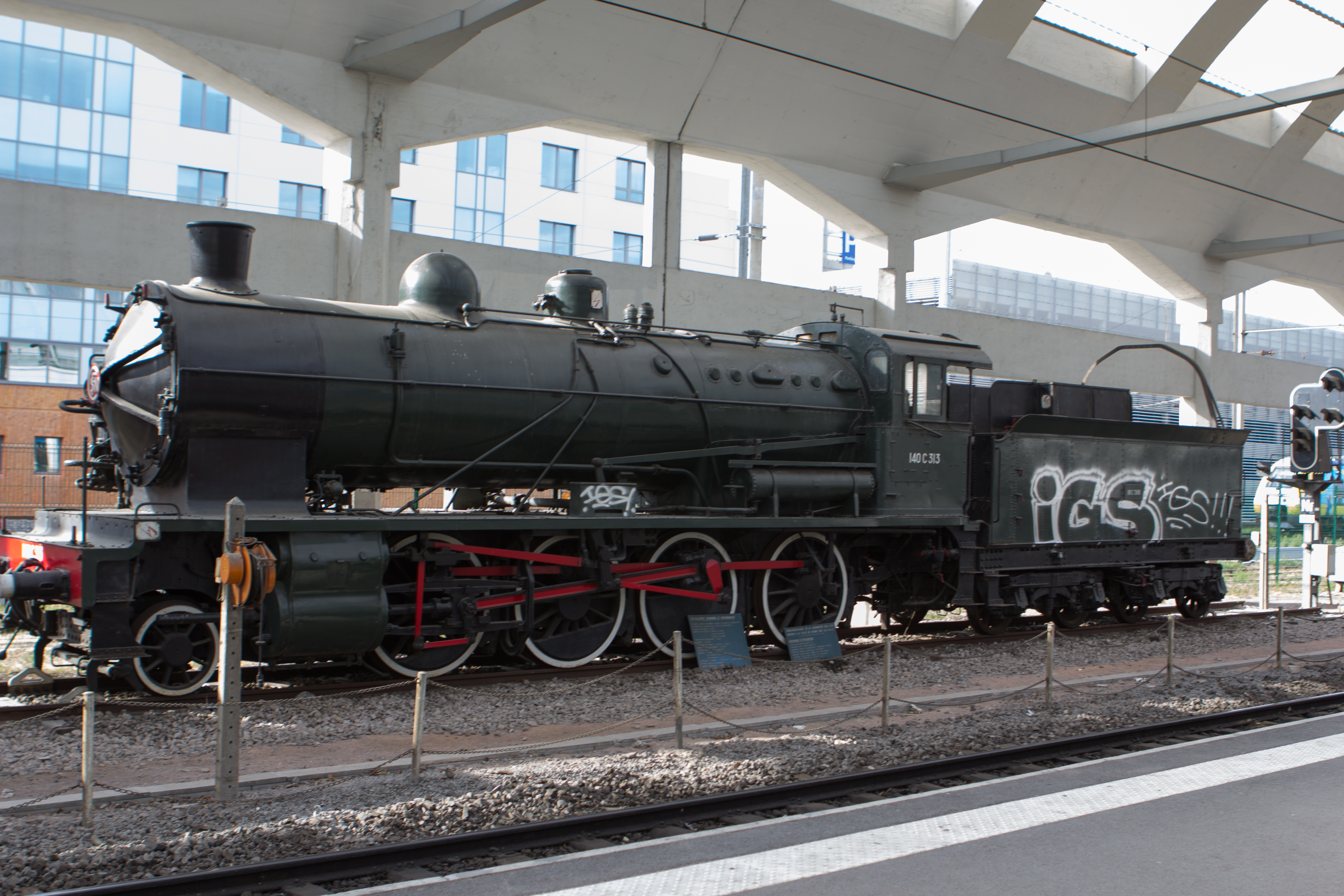
La locomotive 140 C 313, exposée dans la gare.
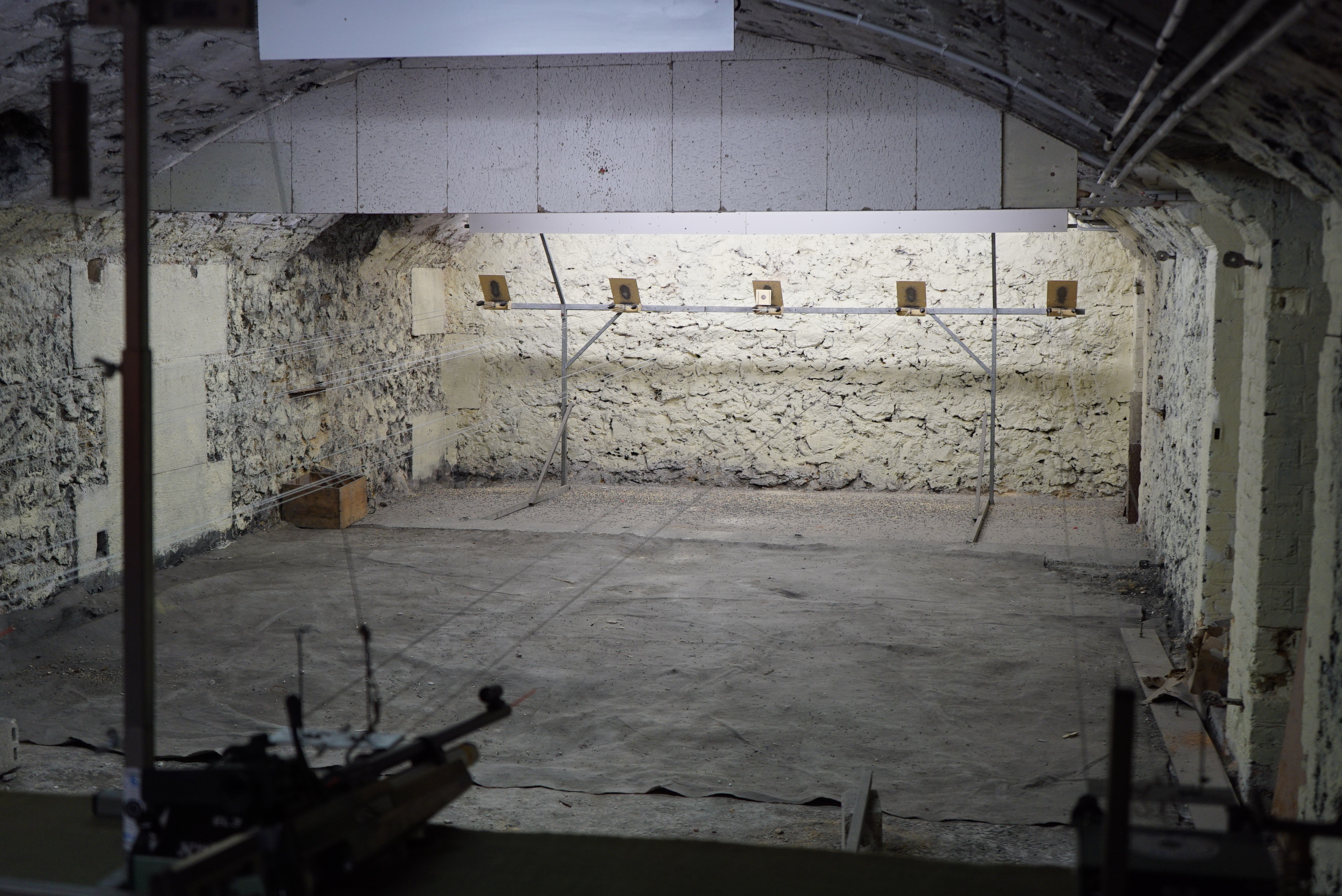
Stand de la société de tir.